# Rendez-vous (film, 1985)
Rendez-vous är en fransk erotisk dramafilm från 1985 i regi av André Téchiné.

## Utmärkelser
Filmen vann Prix de la mise en scène vid filmfestivalen i Cannes 1985.

## Rollista i urval
- Juliette Binoche - Nina
- Lambert Wilson - Quentin
- Wadeck Stanczak - Paulot
- Jean-Louis Trintignant - Scrutzler
- Dominique Lavanant - Gertrude
- Michèle Moretti - Daisy
- Anne Wiazemsky - administratören